# Michael Köhlmeier
Michael Köhlmeier (Hard, 1949. október 15. –) osztrák író és zenész.
Politikatudományt és germanisztikát (1970-1978) tanult a Marburgi Egyetemen, valamint matematikát és filozófiát a gießeni egyetemen. Nagy sikert arattak rádiós adásai, amelyekben közömbösen elmesélt antik mítoszokat (Télemakhosz és Kalüpszó) és bibliai történeteket (Mózes) adott elő, és amelyeket később CD-n és könyv formájában is kiadtak.
Reinhold Bilgerivel közösen komponált kabaréműsorokat és dalszövegeket, amelyeket a két művész Bilgeri & Köhlmeier Duo néven mutatott be a nyilvánosság előtt. A Schellinski csoporttal 2004 óta ír dalszövegeket vorarlbergi dialektusban.
1981-ben feleségül vette Monika Helfer írónőt. Lányuk, Paula Köhlmeier 2003-ban, 21 éves korában balesetben meghalt, és neki és a hátramaradt családnak ajánlotta Idylle mit ertrinkendem Hund (Idill fuldokló kutyával) című könyvét.
További könyvei közé tartozik az Abendland (Occident, Carl Hanser Verlag, 2007. augusztus, ISBN 978-3-446-20913-8), amely egy matematikaprofesszor emlékirataiból áll, és két család történetét meséli el az elmúlt 95 évről. A kritikusok elismeréssel fogadták.
Michael Köhlmeier szabadúszó íróként él a vorarlbergi Hohenemsben. 1997-ben megkapta a Grimmelshausen-díjat.

## Díjai
- Johann Peter Hebel-Díj(wd) (1988)[5]
- Manès Sperber(wd) Irodalmi Díj (1994) [4][5]
- Goldenes Verdienstzeichen des Landes Wien (2007)[4]
- Bodensee-Literaturpreis (2008)[4]

## Művei

### Próza
- Der Peverl-Toni und seine abenteuerliche Reise durch meinen Kopf, regény, Hoffmann und Campe, Hamburg 1982, ISBN 3-455-03881-6
- Moderne Zeiten, regény, Piper, München 1984, ISBN 3-492-02912-4
- Die Figur. Die Geschichte von Gaetano Bresci, Königsmörder, Piper, München 1986, ISBN 3-492-11042-8
- Spielplatz der Helden, Piper, München 1988, ISBN 3-492-21298-0
- Die Musterschüler, regény, Piper, München 1989, ISBN 3-492-03370-9
- Bleib über Nacht, Heyne, München 1993, ISBN 3-453-08916-2
- Die Leute von Lech, Illusztrált könyv Konrad R. Müller fényképeivel. 1994, ISBN 3-85218-183-6
- Sunrise Erzählung, Haymon, Innsbruck 1994, ISBN 3-85218-160-7
- Telemach, regény, Piper, München 1995, ISBN 3-492-03813-1
- Dein Zimmer für mich allein, 1997.
- Der Unfisch, A film narrációja: Robert Dornhelm. Deuticke, Wien 1997, ISBN 3-596-12920-6
- Trilogie der sexuellen Abhängigkeit, Piper, München 1997, ISBN 3-492-22547-0
- Kalypso, regény, Piper, München 1997, ISBN 3-492-03965-0
- Bevor Max kam, regény, Piper, München 1998, ISBN 3-492-04065-9
- Calling, krimi, Deuticke, Wien 1998, ISBN 3-216-30412-4
- Die Nibelungen, neu erzählt, Piper, München 1999, ISBN 3-492-22882-8
- Das große Sagenbuch des klassischen Altertums, Piper, München 1999, ISBN 3-492-23804-1
- Der traurige Blick in die Weite, hajléktalanok történetei, Deuticke, Wien 1999, ISBN 3-216-30485-X
- Geschichten von der Bibel. Von der Erschaffung der Welt bis Josef in Ägypten, 2000.
- Geh mit mir, Piper Verlag, München 2000, ISBN 3-492-04257-0
- Der Menschensohn, Die Geschichte vom Leiden Jesu, Piper, München 2001, ISBN 3-492-24686-9
- Vom Mann, der Heimweh hatte, tíz történet, Hoanzl, Wien 2002, ISBN 3-902309-00-8
- Der Tag, an dem Emilio Zanetti berühmt war, Deuticke, Wien 2002, ISBN 3-216-30628-3
- Shakespeare, neu erzählt, Piper, München 2004, ISBN 3-492-24191-3
- Roman von Montag bis Freitag. 38 Stories. Deuticke, Wien 2004, ISBN 3-216-30722-0
- Die Antwort. In: Kurt Neumann (Hrsg.): Die Welt, an der ich schreibe, nyitott munkanapló, Sonderzahl, Wien 2005, ISBN 3-85449-237-5
- Nachts um eins am Telefon, 23 történet, Deuticke Verlag, Wien 2005, ISBN 3-552-06020-0
- Der Spielverderber Mozarts, novella, Deuticke, Wien 2006, ISBN 3-552-06044-8
- Abendland, regény, Hanser, München 2007, ISBN 978-3-446-20913-8
- Idylle mit ertrinkendem Hund, Deuticke, Wien 2008, ISBN 978-3-552-06076-0
- Monika Helfer(wd), Michael Köhlmeier: Rosie und der Urgroßvater, Hanser, München 2010, ISBN 978-3-446-23587-8 (Ill. Barbara Steinitz).
- Madalyn, regény, Hanser, München 2010, ISBN 978-3-446-23597-7
- Das Sonntagskind – Märchen und Sagen aus Österreich, Deuticke, Wien 2011, ISBN 978-3-552-06156-9
- Die Abenteuer des Joel Spazierer, regény, Hanser, München 2013, ISBN 978-3-446-24178-7
- Zwei Herren am Strand, regény, Hanser, München 2014, ISBN 978-3-446-24603-4
- Drei Depeschen gegen den Krieg, Haymon, Innsbruck 2015, ISBN 978-3-7099-7192-5
- Wenn ich ein Mensch wär, sagte der Rabe, Monika Helfer rajzaival, Bibliothek der Provinz, Weitra 2015, ISBN 978-3-99028-463-6
- Das Mädchen mit dem Fingerhut, regény, Hanser, Hamburg 2016, ISBN 978-3-446-25055-0
- (mit Konrad Paul Liessmann(wd)) Wer hat dir gesagt, dass du nackt bist, Adam?, mitológiai-filozófiai csábítások, Hanser, München 2016, ISBN 978-3-446-25288-2
- (mit Monika Helfer(wd)) Der Mensch ist verschieden, harminchárom karakter, Haymon, Innsbruck 2017, ISBN 978-3-7099-7269-4
- Der Mann, der Verlorenes wiederfindet, novella Páduai Szent Antalról, Hanser, München 2017, ISBN 978-3-446-25645-3
- Von den Märchen. Eine lebenslange Liebe, Haymon, Innsbruck 2018, ISBN 978-3-7099-3839-3
- Bruder und Schwester Lenobel, Hanser, München 2018, ISBN 978-3-446-25992-8
- Erwarten Sie nicht, dass ich mich dumm stelle, beszédek a felejtés ellen, dtv Verlagsgesellschaft, München 2018, ISBN 978-3-423-14709-5
- Wenn ich wir sage, Residenz, Salzburg 2019, ISBN 978-3-7017-3484-9
- Die Märchen, Hanser, München 2019, ISBN 978-3-446-26465-6
- (mit Konrad Paul Liessmann(wd)) Der werfe den ersten Stein: mythologisch-philosophische Verdammungen, Hanser, München 2019, ISBN 978-3-446-26402-1
- Die Nacht der Diplomaten. Von einem bemerkenswerten Gespräch zwischen Henry Kissinger und Tschou En-lai, nyomdanyomat Svato Zapletal eredeti grafikájával, Svato Verlag, Hamburg 2019.
- Matou, regény, Hanser, München 2021, ISBN 978-3-446-27079-4
- Gedankenspiele über das Gelingen, Droschl, Graz 2021, ISBN 978-3-99059-094-2
- Lange Nacht heim, Monika Helfer illusztrációival, Bahoe Books, Wien 2022, ISBN 978-3-903290-77-8
- Frankie regény, Hanser, München 2023, ISBN 978-3-446-27618-5
- Das Schöne: 59 Begeisterungen, Carl Hanser Verlag, München 2023, ISBN 978-3-446-27752-6
- Das Philosophenschiff, regény, Carl Hanser Verlag, München 2024, ISBN 978-3-446-27942-1
- Die Gitarre, Residenz Verlag, Salzburg 2024, ISBN 978-3-7017-3589-1
- Die Verdorbenen, regény, Carl Hanser Verlag, München 2025, ISBN 978-3-446-28250-6

### Színdarab
- Like Bob Dylan, 1974.
- Der Narrenkarren, Lope de Vega „Valencia őrültjei” után, 1994.
- Die Welt der Mongolen, librettó Kurt Schwertsik(wd) operájához, 1997.
- Lamm Gottes, Világpremier 2019 novemberében a bregenzi Theatre Kosmosban, Augustin Jagg és Hubert Dragaschnig rendezésében, Martha szerepében Stella Roberts és Haymon Maria Buttinger a Halál szerepében.

### Forgatókönyv
- Die wilden Kinder, Monika Helfer(wd) azonos című regénye alapján, Monika Helferrel közösen, Christian Berger rendezésében, 1988.
- Requiem für Dominic, Felix Mittererrel(wd) együtt, Robert Dornhelm(wd) rendezésében, 1990.
- Der Unfisch, Joachim Hammannnal együtt, Robert Dornhelm rendezésében, 1996.

### Költészet/dalszöveg
- Hundertundsieben Songs, Michael Köhlmeier százhét dalának gyűjteménye, dialektusban és normál német nyelven előadva, Bucher Verlag, 2009.
- Der Liebhaber bald nach dem Frühstück, versek, Edition Lyrik Kabinett bei Hanser, 2013. ISBN 978-3-446-23982-1
- Ein Vorbild für die Tiere, versek Carl Hanser Verlag, München 2017, ISBN 978-3-446-25446-6

### Magyarul megjelent
- Joel Spazierer kalandjai (Die Abenteuer des Joel Spazierer) – Európa, Budapest, 2024 · ISBN 9789635048274 · Fordította: Lőrinczy Attila

## Fordítás
- Ez a szócikk részben vagy egészben  a   Michael Köhlmeier című angol Wikipédia-szócikk fordításán alapul.  Az eredeti cikk szerkesztőit annak laptörténete sorolja fel. Ez a jelzés csupán a megfogalmazás eredetét és a szerzői jogokat jelzi, nem szolgál a cikkben szereplő információk forrásmegjelöléseként.